# Again (倖田來未單曲)
〈again〉為日本歌手倖田來未的第10張數碼單曲，於2019年10月30日發行。

## 解説
- 與前作〈GET NAKED〉相隔僅一星期發行的新單曲，並繼續線上下載限定形式發行，為2019年數碼單曲連續發行計劃的最後一作。
- 歌曲風格為愛情主題的抒情歌，唱出未能傳達想念的後悔與未曾改變的愛情[1]。
- 歌曲的完整音樂錄影帶其後於YouTube公開，並重新呈現過往經典情歌〈you〉與〈愛之歌〉的造型[2]。

## 收錄曲
| 線上下載 | 線上下載 | 線上下載 | 線上下載 | 線上下載 |
| 曲序     | 曲目     |          | 作曲     | 时长     |
| -------- | -------- | -------- | -------- | -------- |
| 1.       | again    | 倖田來未 | 2SB      | 5:17     |